# فارلته
فارلته (به اسپانیایی: Farlete) یک دهستان در اسپانیا است که در استان ساراگوسا واقع شده‌است. فارلته ۱۰۳ کیلومتر مربع مساحت و ۴۴۲ نفر جمعیت دارد.